# 埃默斯豪森
埃默斯豪森是德国巴伐利亚州的一个市镇。总面积9.21平方公里，总人口614人，其中男性316人，女性298人（2011年12月31日），人口密度67人/平方公里。